# Dompremy
Dompremy é uma comuna francesa na região administrativa do Grande Leste, no departamento de Marne. Estende-se por uma área de 3.65 km², e possui 136 habitantes, segundo o censo de 2018, com uma densidade de 37 hab/km².